# Устшики-Дольне (гмина)
Устшики-Дольне (пол. Ustrzyki Dolne) — городско-сельская гмина (волость) в Польше, входит как административная единица в Бещадский повет, Подкарпатское воеводство. Население — 17 714 человек (на 2004 год).

## Демография
| Перепись                       | Всего   | Всего | Женщины | Женщины | Мужчины | Мужчины |
| ------------------------------ | ------- | ----- | ------- | ------- | ------- | ------- |
| Единицы                        | человек | %     | человек | %       | человек | %       |
| Население                      | 17 714  | 100   | 8982    | 50,7    | 8732    | 49,3    |
| Плотность населения (чел./км²) | 37,1    | 37,1  | 18,8    | 18,8    | 18,3    | 18,3    |

## Соседние гмины
1. Гмина Бирча
2. Гмина Чарна
3. Гмина Фредрополь
4. Гмина Ольшаница
5. Гмина Солина

## Населённые пункты
1. Устшики-Дольне — город
2. Арламув
3. Бандрув Народовы
4. Бжеги Дольне
5. Бреликув
6. Войткова
7. Войткувка
8. Воля Мачькова
9. Воля Романова
10. Грузёво
11. Дашувка
12. Дзвиняч Дольны
13. Завадка
14. Задвуже
15. Квашенина
16. Кросценко
17. Лещовате
18. Лисковате
19. Лобозев Гурны
20. Лобозев Дольны
21. Лодына
22. Мочары
23. Новосельце Козицке
24. Ропенка
25. Рувня
26. Середница
27. Соколе
28. Станькова
29. Стебник
30. Тжцянец
31. Телесница Ошварова
32. Телесница Санна
33. Труйца
34. Устянова Гурна
35. Устянова Дольна
36. Хощовчик
37. Хощув
38. Юречкова
39. Ялове
40. Ямна Гурна
41. Ямна Дольна

На территории гмины, на расстоянии 7 км от Устшик, находится пограничный переход Кросценко—Смильница между Украиной и Польшей. В Кросценко также действует железнодорожный пограничный переход Кросценко—Хыров, на железнодорожной линии № 108.